# Staurocladia haswelli
Staurocladia haswelli is een hydroïdpoliep uit de familie Cladonematidae. De poliep komt uit het geslacht Staurocladia. Staurocladia haswelli werd in 1920 voor het eerst wetenschappelijk beschreven door Briggs. 